# Climat d'Eure-et-Loir
Le climat d'Eure-et-Loir présente un contraste climatique entre sa partie ouest et sud-ouest, humide et bocagère (qui fait partie du Perche) et sa partie sud et est, beauceronne, qui fait partie des régions les moins arrosées de France, avec le Haut-Languedoc.

## Paramètres généraux
| Mois                              | jan. | fév. | mars | avril | mai  | juin | jui. | août | sep. | oct. | nov. | déc. | année |
| --------------------------------- | ---- | ---- | ---- | ----- | ---- | ---- | ---- | ---- | ---- | ---- | ---- | ---- | ----- |
| Température minimale moyenne (°C) | 1    | 1,1  | 3    | 4,4   | 8    | 10,8 | 12,8 | 12,7 | 10,2 | 7,2  | 3,9  | 2    | 6,4   |
| Température moyenne (°C)          | 3,6  | 4,3  | 7    | 9,1   | 13   | 15,9 | 18,4 | 18,5 | 15,4 | 11,3 | 6,9  | 4,5  | 10,6  |
| Température maximale moyenne (°C) | 6,1  | 7,4  | 11   | 13,8  | 17,9 | 20,9 | 24   | 24,3 | 20,5 | 15,4 | 9,8  | 6,9  | 14,8  |
| Ensoleillement (h)                | 65   | 81   | 130  | 156   | 206  | 205  | 222  | 234  | 166  | 113  | 71   | 47   | 1 696 |
| Précipitations (mm)               | 48   | 44   | 43   | 47    | 58   | 49   | 57   | 38   | 54   | 56   | 49   | 55   | 598   |

## Climat à Chartres
La station météorologique de Chartres-Champhol est située à une altitude de 155 mètres.
Le climat est de type océanique dégradé, principalement sous l'influence des vents provenant en moyenne de 250° ouest - sud-ouest. Il est caractérisé par des températures moyennes comprises entre 10 °C et 13 °C et des précipitations paraissant beaucoup plus abondantes qu'elles ne le sont en réalité. La vitesse du vent à Chartres est peu élevée, environ 22 km/h de moyenne, avec une hydrométrie de 81 % et une pression atmosphérique de 1 006,1 hPa.
| Ville             | Ensoleillement | Pluie       | Neige    | Orage       | Brouillard | Gel      |
| ----------------- | -------------- | ----------- | -------- | ----------- | ---------- | -------- |
| Paris             | 1 797 h/an     | 642 mm/an   | 15 j/an  | 19 j/an     | 13 j/an    | 29j/an   |
| Nice              | 2 694 h/an     | 767 mm/an   | 1 j / an | 31 j / an   | 1 j / an   | 2j/an    |
| Strasbourg        | 1 637 h/an     | 610 mm/an   | 30 j/an  | 29 j/an     | 65 j/an    | 76j/an   |
| Chartres          | 1 758 h/an     | 598,9 mm/an | 1 j / an | 15.9 j / an | 50 j / an  | 48.9j/an |
| Moyenne nationale | 1 973 h/an     | 770 mm/an   | 14 j/an  | 22 j/an     | 40 j/an    |          |

| Mois                                  | jan.             | fév.            | mars            | avril           | mai             | juin            | jui.            | août            | sep.            | oct.            | nov.             | déc.             | année            |
| ------------------------------------- | ---------------- | --------------- | --------------- | --------------- | --------------- | --------------- | --------------- | --------------- | --------------- | --------------- | ---------------- | ---------------- | ---------------- |
| Température minimale moyenne (°C)     | 1,2              | 1               | 3,2             | 4,8             | 8,3             | 11,2            | 13,2            | 13,1            | 10,4            | 7,8             | 4,1              | 1,8              | 6,7              |
| Température moyenne (°C)              | 3,8              | 4,3             | 7,4             | 9,8             | 13,4            | 16,5            | 18,9            | 18,9            | 15,7            | 11,9            | 7,2              | 4,3              | 11               |
| Température maximale moyenne (°C)     | 6,4              | 7,6             | 11,5            | 14,7            | 18,4            | 21,8            | 24,6            | 24,6            | 20,9            | 15,9            | 10,2             | 6,7              | 15,3             |
| Record de froid (°C) date du record   | −18,4 17-01-1985 | −15 24-02-1963  | −11 01-03-2005  | −4,9 04-04-1973 | −1 01-05-1945   | 1,4 02-06-1962  | 0,9 30-07-1928  | 3 17-08-1927    | −5 22-09-1928   | −5,4 28-10-1931 | −11,3 30-11-2010 | −14,2 29-12-1964 | −18,4 17-01-1985 |
| Record de chaleur (°C) date du record | 16,1 27-01-2003  | 18,5 24-02-1990 | 23,9 30-03-2017 | 28,2 18-04-1949 | 31,4 16-05-1945 | 36,5 21-06-2017 | 41,4 25-07-2019 | 39,6 06-08-2003 | 33,7 04-09-1929 | 29,4 01-10-2011 | 20,9 07-11-2015  | 17 06-12-1979    | 41,4 25-07-2019  |
| Ensoleillement (h)                    | 65,7             | 83,7            | 135,8           | 176,1           | 197,9           | 200,6           | 151,5           | 196,6           | 177,8           | 119,2           | 71,9             | 58,2             | 1 667            |
| Précipitations (mm)                   | 49,2             | 40,2            | 44,4            | 45              | 54,7            | 48,2            | 56,5            | 43              | 46,9            | 62,3            | 52,2             | 56,3             | 598,9            |

| Diagramme climatique                                  |          |             |           |             |              |              |            |              |             |             |            |
| J                                                     | F        | M           | A         | M           | J            | J            | A          | S            | O           | N           | D          |
| 6,41,249,2                                            | 7,6140,2 | 11,53,244,4 | 14,74,845 | 18,48,354,7 | 21,811,248,2 | 24,613,256,5 | 24,613,143 | 20,910,446,9 | 15,97,862,3 | 10,24,152,2 | 6,71,856,3 |
| Moyennes : • Temp. maxi et mini °C • Précipitation mm |          |             |           |             |              |              |            |              |             |             |            |

| Record de                | Valeur   | Date             | Mesuré depuis |
| ------------------------ | -------- | ---------------- | ------------- |
| froid                    | −18,4 °C | 17 janvier 1985  | 1923          |
| chaleur                  | 41,4 °C  | 25 juillet 2019  | 1923          |
| pluviométrie journalière | 67 mm    | 8 juillet 1927   | 1923          |
| vitesse du vent          | 144 km/h | 26 décembre 1999 | 1981          |

## Climat à Châteaudun
La station météorologique de Météo-France, implantée sur la base aérienne 279, à une altitude de 126 m, relève quotidiennement plusieurs paramètres. Le climat à Châteaudun est un climat tempéré, de type océanique dégradé, soumis aux influences océaniques venant de l'ouest et continentales venant de l'est. Les épisodes orageux sont peu nombreux et majoritairement concentrés durant l'été. La pluviométrie est relativement basse, très inférieure à la moyenne nationale avec, sur la période 1961-1990, une moyenne de précipitations annuelles de 662 mm ; les mois les plus pluvieux sont ceux de l'automne ainsi que mai. Sur cette même période, la température moyenne annuelle est de 10,3 °C, le mois le plus froid est janvier, avec 3 °C et le plus chaud est juillet, avec 18,2 °C.
L'analyse des données de la décennie 1991-2000 par rapport aux trente années précédentes montre un net réchauffement et une baisse significative des précipitations. La température moyenne annuelle est de 11,2 °C et tous les mois de l'année enregistrent une augmentation. Quant à la moyenne des précipitations, elle est très inférieure avec 617 mm.
| Ville,            | Ensoleillement | Pluie       | Neige   | Orage   | Brouillard |
| ----------------- | -------------- | ----------- | ------- | ------- | ---------- |
| Lille             | 1 600 h/an     | 687 mm/an   | 19 j/an | 19 j/an | 69 j/an    |
| Strasbourg        | 1 637 h/an     | 610 mm/an   | 30 j/an | 29 j/an | 65 j/an    |
| Nice              | 2 694 h/an     | 767 mm/an   | 1 j/an  | 31 j/an | 1 j/an     |
| Pau               | 1 849 h/an     | 1 121 mm/an | 6 j/an  | 27 j/an | 42 j/an    |
| Brest             | 1 749 h/an     | 1 109 mm/an | 9 j/an  | 11 j/an | 74 j/an    |
| Châteaudun        | 1 818 h/an     | 612 mm/an   | 13 j/an | 15 j/an | 48 j/an    |
| Moyenne nationale | 1 973 h/an     | 770 mm/an   | 14 j/an | 22 j/an | 40 j/an    |

À Châteaudun, les records de température maximale et minimale sont, respectivement de 41,7 °C le 25 juillet 2019 et - 18,8 °C le 17 janvier 1985. Le record de la vitesse du vent a été enregistré le 26 décembre 1999 lors de la tempête connue sous le nom d'ouragan Lothar, avec 144 km/h, et celui de des plus fortes précipitations l'a été le 6 juillet 2001 avec 57,8 mm.
| Mois                                                              | J   | F   | M   | A   | M    | J    | J    | A    | S    | O    | N   | D   | Année |
| ----------------------------------------------------------------- | --- | --- | --- | --- | ---- | ---- | ---- | ---- | ---- | ---- | --- | --- | ----- |
| Températures moyennes (sous abri, normales) °C, période 1961-1990 | 3,0 | 4,0 | 6,4 | 9,1 | 12,7 | 15,9 | 18,2 | 17,9 | 15,5 | 11,4 | 6,3 | 3,6 | 10,3  |
| Précipitations (hauteur moyenne en mm, période 1961-1990)         | 55  | 51  | 53  | 50  | 64   | 53   | 49   | 48   | 57   | 62   | 64  | 56  | 662   |
| Source: Météo France,                                             |     |     |     |     |      |      |      |      |      |      |     |     |       |

| Mois                                                              | J   | F   | M   | A   | M    | J    | J    | A    | S    | O    | N   | D   | Année |
| ----------------------------------------------------------------- | --- | --- | --- | --- | ---- | ---- | ---- | ---- | ---- | ---- | --- | --- | ----- |
| Températures moyennes (sous abri, normales) °C, période 1991-2000 | 4,2 | 4,7 | 7,8 | 9,6 | 13,8 | 16,5 | 19,1 | 19,8 | 15,6 | 11,3 | 6,9 | 4,7 | 11,2  |
| Précipitations (hauteur moyenne en mm, période 1991-2000)         | 54  | 45  | 30  | 58  | 56   | 42   | 50   | 39   | 60   | 61   | 56  | 66  | 617   |
| Source: Météo France,                                             |     |     |     |     |      |      |      |      |      |      |     |     |       |

## Climat à Dreux
La ville de Dreux bénéficie d'un climat de type océanique dégradé.

## Climat à Nogent-le-Rotrou
En raison de sa localisation, Nogent-le-Rotrou est soumise à un climat intermédiaire entre le climat océanique de la Normandie et du Maine et le climat océanique dégradé de la Beauce. Les précipitations y sont légèrement moins importantes que la moyenne nationale et l'amplitude thermique y est faible.
Les données suivantes proviennent de la station Météo-France du Mans, située à 58 km au sud-ouest mais dont le climat est assez semblable :
| Ville             | Ensoleillement · (h/an) | Pluie · (mm/an) | Neige · (j/an) | Orage · (j/an) | Brouillard · (j/an) |
| ----------------- | ----------------------- | --------------- | -------------- | -------------- | ------------------- |
| Médiane nationale | 1 852                   | 835             | 16             | 25             | 50                  |
| Le Mans           | 1728                    | 678             | 10             | 16             | 51                  |
| Paris             | 1 717                   | 634             | 13             | 20             | 26                  |
| Nice              | 2 760                   | 791             | 1              | 28             | 2                   |
| Strasbourg        | 1 747                   | 636             | 26             | 28             | 69                  |
| Brest             | 1 555                   | 1 230           | 6              | 12             | 78                  |
| Bordeaux          | 2 070                   | 987             | 3              | 32             | 78                  |